# Lega Nazionale A 2001-2002 (hockey su pista)
La Lega nazionale A 2001-2002 è stata la 70ª edizione del torneo di primo livello del campionato svizzero di hockey su pista. Il titolo stato conquistato dal Uttigen per la terza volta nella sua storia.

## Squadre partecipanti
| Club        | Stagione | Città               | Impianto                          | Stagione precedente                                                                      |
| ----------- | -------- | ------------------- | --------------------------------- | ---------------------------------------------------------------------------------------- |
| Biasca      | dettagli | Biasca              | Palaroller                        | 6º in Lega Nazionale A, 6º alla seconda fase                                             |
| Diessbach   | dettagli | Diessbach bei Büren | Sporthalle Diessbach              | 5º in Lega Nazionale A, 5º alla seconda fase                                             |
| Ginevra     | dettagli | Ginevra             | Centre sportif de la queue d’Arve | 1º in Lega Nazionale A, 1º alla seconda fase, perde la Grand Final                       |
| Langenthal  | dettagli | Langenthal          |                                   | 8º in Lega Nazionale A                                                                   |
| Montreux    | dettagli | Montreux            | Salle du Pierrier                 | 7º in Lega Nazionale A                                                                   |
| Thunerstern | dettagli | Thun                | Mur-Halle                         | 2º in Lega Nazionale A, 2º alla seconda fase, vince la Grand Final, campione di Svizzera |
| Uttigen     | dettagli | Uttigen             | Rollhockey-Halle Grüeneblätz      | 3º in Lega Nazionale A, 3º alla seconda fase                                             |
| Wimmis      | dettagli | Wimmis              | Rollhockeyhalle Herrenmatte       | 4º in Lega Nazionale A, 4º alla seconda fase                                             |

## Stagione regolare

### Classifica finale
|  | Pos. | Squadra     | Pt | G | V | N | P | GF | GS | DR |
|  | ---- | ----------- | -- | - | - | - | - | -- | -- | -- |
|  | 1.   | Uttigen     | ?  |   |   |   |   |    |    |    |
|  | 2.   | Ginevra     | ?  |   |   |   |   |    |    |    |
|  | 3.   | Thunerstern | ?  |   |   |   |   |    |    |    |
|  | 4.   | Diessbach   | ?  |   |   |   |   |    |    |    |
|  | 5.   | Langenthal  | ?  |   |   |   |   |    |    |    |
|  | 6.   | Wimmis      | ?  |   |   |   |   |    |    |    |
|  | 7.   | Montreux    | ?  |   |   |   |   |    |    |    |
|  | 8.   | Biasca      | ?  |   |   |   |   |    |    |    |

Legenda:
  Partecipa alla fase finale.
Note:
Due punti a vittoria, uno per il pareggio, zero a sconfitta.

## Fase finale

### Classifica finale
|                     | Pos. | Squadra     | Pt | G | V | N | P | GF | GS | DR |
| ------------------- | ---- | ----------- | -- | - | - | - | - | -- | -- | -- |
| Svizzera (bandiera) | 1.   | Uttigen     | ?  |   |   |   |   |    |    |    |
|                     | 2.   | Ginevra     | ?  |   |   |   |   |    |    |    |
|                     | 3.   | Thunerstern | ?  |   |   |   |   |    |    |    |
|                     | 4.   | Diessbach   | ?  |   |   |   |   |    |    |    |
|                     | 5.   | Langenthal  | ?  |   |   |   |   |    |    |    |
|                     | 6.   | Wimmis      | ?  |   |   |   |   |    |    |    |

Legenda:
      Campione di Svizzera e ammessa alla CERH Champions League 2002-2003.
      Ammessa alla CERH Champions League 2002-2003.
      Ammesse alla Coppa CERS 2002-2003.
Note:
Tre punti a vittoria, uno per il pareggio, zero a sconfitta.
Sei punti alla prima classificata della stagionre regolare.
Cinque punti alla seconda classificata della stagionre regolare.
Quattro punti alla terza classificata della stagionre regolare.
Tre punti alla quarta classificata della stagionre regolare.
Due punti alla quinta classificata della stagionre regolare.
Un punto alla sesta classificata della stagionre regolare.

## Verdetti
| Verdetto                        | Club                        |
| ------------------------------- | --------------------------- |
| Campione di Svizzera 2001-2002  | Uttigen (3º titolo)         |
| CERH Champions League 2002-2003 | Uttigen Thunerstern Ginevra |
| Coppa CERS 2002-2003            | Diessbach Langenthal Wimmis |
| Retrocesse in Lega Nazionale B  |                             |